# Brady (Nebraska)
Brady je selo u američkoj saveznoj državi Nebraska. Prema popisu stanovništva iz 2010. u njemu je živjelo 428 stanovnika.